# Listă de regizori americani
Aceasta este o listă de regizori de film americani:

Cuprins: Început - 0–9 A B C D E F G H I J K L M N O P Q R S T U V W X Y Z

## A
Jim Abrahams - Al Adamson - Todd Albertson - Adell Aldrich - Robert Aldrich - Sherman Alexie - Debbie Allen - Irwin Allen - Woody Allen - Robert Altman - John Anderson (actor) - Paul Thomas Anderson - Wes Anderson - Andres Useche - David Anspaugh - Nimród Antal - Gregg Araki - Jack Arnold - Darren Aronofsky - Miguel Arteta - Dorothy Arzner - Hal Ashby - John Mallory Asher - Sean Astin - Tex Avery - John G. Avildsen - Mario Azzopardi - 

## B
Lloyd Bacon - John Badham - King Baggot - Bruce Baillie - David Ball (regizor) - Carroll Ballard - Charles Band (regizor) - Robert Banks (regizor) - Reginald Barker - Paul Bartel - Noah Baumbach - Michael Bay - Warren Beatty - William Beaudine - László Benedek - Richard Benjamin - James Benning (regizor) - Robby Benson - Robert Benton - Edward Bernds - Angela Bettis - Herbert Biberman - Kathryn Bigelow - Bill Condon - Bill Bixby - Andrew Blake - Les Blank - Bob Clark - Paul Bogart - Peter Bogdanovich - Francis Boggs - Ryszard Bolesławski - Lizzie Borden (regizor) - Frank Borzage - Rob Bowman - Martin Brest - Craig Brewer - Matthew Bright - Albert Brooks - James L. Brooks - Mel Brooks - Richard Brooks - Clarence Brown - Tod Browning - Larry Buchanan - Kenean Buel - Charles Burnett - Tim Burton - Busby Berkeley - Reggie Rock Bythewood - 

## C
Edward Cahn - James Cameron - Kat Candler - Jonathan Caouette - Frank Capra - Joe Carnahan - John Carpenter - Michael Carpenter - Chris Carter (scenarist) - Thomas Carter (regizor) - Alexandra Cassavetes - John Cassavetes - Nick Cassavetes - William Castle - Gregory La Cava - Lionel Chetwynd - Michael Cimino - Larry Clark - James Clavell - George Clooney - Joel and Ethan Coen - Larry Cohen - Rob Cohen - Chris Columbus - Cecelia Condit - Kerry Conran - Martha Coolidge - Jackie Cooper - Merian Caldwell Cooper - Francis Ford Coppola - Sofia Coppola - Roger Corman - Don Coscarelli - Kevin Costner - Bryan Cranston - Wes Craven - Leanna Creel - Michael Crichton - John Cromwell (regizor) - Alan Crosland - Cameron Crowe - George Cukor - Shamus Culhane - Rusty Cundieff - Sean S. Cunningham - Vondie Curtis-Hall -

## D
John Dahl - Joe Dante - Frank Darabont - Gregory Dark - W. Scott Darling - Julie Dash - Jules Dassin - Ossie Davis - Joe De Grasse - Brian De Palma - David Decoteau - Gene Deitch - Cecil B. DeMille - Jonathan Demme - Ted Demme - Johnny Depp - John Derek - Maya Deren - Andre DeToth - Danny DeVito - Tom DiCillo - Henri Diamant-Berger - Kirby Dick - Ernest Dickerson - William Dieterle - Mark Dindal - Walt Disney - Edward Dmytryk - Peter Docter - Donald Petrie - Stanley Donen - Richard Donner - Russell S. Doughten - Gordon Douglas (regizor) - Jackson Douglas - Carl Dudley - Dennis Dugan - Bill Duke - Richard Dutcher - Robert Duvall - Allan Dwan - Jesse Dylan -

## E
Clint Eastwood - Blake Edwards - Breck Eisner - Harry Elfont - Eli Steele - Cy Endfield - Nora Ephron - Al Eugster - 

## F
Douglas Fairbanks starejši - Hampton Fancher - Peter Farrelly - Bobby Farrelly - Jon Favreau - Mark L. Feinsod - Abel Ferrara - Romaine Fielding - David Fincher - India Arie - Robert J. Flaherty - Dave Fleischer - Richard Fleischer - Andrew Fleming - Victor Fleming - Brian Flemming - Peter Fonda - John Ford - Carl Foreman - Bob Fosse - Jodie Foster - Norman Foster (regizor) - Jonathan Frakes - Coleman Francis - Robert Frank - John Frankenheimer - Carl Franklin - Morgan Freeman - Ron Fricke - William Friedkin - David F. Friedman - Samuel Fuller - Antoine Fuqua - 

## G
Martin Gabel - Rodrigo Garcia - Richard Garrick - Mel Gibson - Terry Gilliam - Robert Ginty - Benjamin Glazer - Crispin Glover - Eric Goldberg - Gary Goldman - Nick Gomez - Bert I. Gordon - Keith Gordon - Stuart Gordon - David S. Goyer - William A. Graham (regizor) - Lee Grant - Walter Grauman - F. Gary Gray - William Greaves - Bud Greenspan - Robert Greenwald - Bradley Gregg - D. W. Griffith - James William Guercio - Christopher Guest - Charles Guggenheim - Davis Guggenheim - Stephen Gyllenhaal -Jordan Galland -

## H
Taylor Hackford - Barbara Hammer - Lisa Hammer - Curtis Hanson - Catherine Hardwicke - Veronica Hart - Hal Hartley - Henry Hathaway - Howard Hawks - Todd Haynes - Amy Heckerling - Peter Hedges - Richard T. Heffron - Buck Henry - Brian Henson - Jim Henson - James Herbert (regizor) - Herk Harvey - Herschell Gordon Lewis - Marshall Herskovitz - Jared and Jerusha Hess - George Roy Hill - Jerome Hill - Walter Hill - Gregory Hoblit - Savage Steve Holland - Todd Holland - Tom Holland - Kevin Hooks - Tobe Hooper - Dennis Hopper - James W. Horne - David Horsley - Ron Howard (regizor) - Reginald Hudlin - Warrington Hudlin - Hughes Brothers - Howard Hughes - John Hughes (regizor) - William J. Humphrey - Paul Hunter (regizor) - John Huston - Brian G. Hutton - Peter Hyams - 

## I
Thomas Harper Ince - Rex Ingram (regizor) - James Ivory (regizor) - 

## J
Donald G. Jackson - George Jackson (regizor) - Jim Jarmusch - Patty Jenkins - Rian Johnson - Clark Johnson - Nunnally Johnson - Ollie Johnston - L.Q. Jones - F. Richard Jones - Spike Jonze - Rupert Julian - Miranda July - 

## K
Deborah Kaplan - Lawrence Kasdan - Philip Kaufman - Elia Kazan - Buster Keaton - David Keith - David Kellogg - Gene Kelly - Richard Kelly (regizor) - Sarah Kernochan - Irvin Kershner - James Kerwin - Joseph Kahn - Zalman King - Randal Kleiser - Steve Kloves - David Koepp - Zoltán Korda - Harmony Korine - Stanley Kubrick - Ken Kwapis - 

## L
Neil LaBute - John Landis - Walter Lang - John Lasseter - Stan Lathan - Marc Lawrence (regizor) - Mervyn LeRoy - Richard Leacock - Mimi Leder - Charles Lederer - Malcolm D. Lee - Spike Lee - Michael Legge (regizor) - Henry Lehrman - Jack Lemmon - Kasi Lemmons - Richard Lester - Albert Lewin - Barry Levinson - Jerry Lewis - Joseph H. Lewis - Doug Liman - Richard Linklater - Steven Lisberger - Lynne Littman - Joshua Logan - Del Lord - Joseph Losey - George Lucas - Sidney Lumet - Oscar A.C. Lund - Dick Lundy (animator) - Ida Lupino - Rod Lurie - David Lynch - Jennifer Lynch - 

## M
Willard Mack - Alexander Mackendrick - Terrence Malick - Rouben Mamoulian - James Mangold - Joseph L. Mankiewicz - Anthony Mann - Delbert Mann - Michael Mann (regizor) - Dave Markey - Penny Marshall - Darnell Martin - Stu Maschwitz - Elaine May - Albert and David Maysles - Paul Mazursky - Leo McCarey - McG - J.P. McGowan - Robert A. McGowan - Robert F. McGowan - Doug McHenry - Andrew V. McLaglen - John McNaughton - James McTeigue - John McTiernan - Gus Meins - Adolfas Mekas - Jonas Mekas - George Melford - Radley Metzger - Nicholas Meyer - Russ Meyer - Dave Meyers - Oscar Micheaux - Ted V. Mikels - Lewis Milestone - John Milius - Harry F. Millarde - Frank Miller - Mike Mills (regizor) - Tim Minear - Steve Miner - Vincente Minnelli - Michael Moore - Michael D. Moore - Robert Moore (regizor) - Paul Morrissey - Robert Mulligan - Misty Mundae - Richard Myers (regizor) - Grim Natwick - Marv Newland - Paul Newman - Fred Newmeyer - Fred Niblo - Mike Nichols - Leonard Nimoy - Jehane Noujaim - Christian Nyby -

## N
Fred Niblo - Christopher Nolan

## O
Dan O'Bannon - Ron O'Neal - Sidney Olcott - Ken Olin - Barry M. Osborne - Frank Oz - 

## P
PES (regizor) - Alan J. Pakula - George Pal - Euzhan Palcy - Dean Parisot - Trey Parker - Gordon Parks - James Parrott - John Tiffen Patterson - Alexander Payne - Sam Peckinpah - Kimberly Peirce - Arthur Penn - D.A. Pennebaker - Frank Perry - Tyler Perry - Phil Tippett - Philip Dunne (pisatelj) - Todd Phillips - Jan Pinkava - Amos Poe - Sidney Poitier - Sydney Pollack - Hal Prince - Gina Prince-Bythewood -

## Q
Richard Quine - 

## R
Sam Raimi - Harold Ramis - Brett Ratner - Man Ray - Nicholas Ray - Robert Redford - Godfrey Reggio - Carl Reiner - Rob Reiner - Kevin Reynolds - Rick Schmidlin - John Ridley - Martin Ritt - Jay Roach - Tim Robbins - Robert Butler (regizor) - Robert Rodríguez - Chris Roberts - Hugh A. Robertson - Angela Robinson - Phil Alden Robinson - Mark Robson - John Roecker - Mark Romanek - George A. Romero - Herbert Ross - Robert Rossen - Eli Roth - Wesley Ruggles - Richard Rush (regizor) - David O. Russell - Jay Russell - Mark Rydell - 

## S
Bob Saget - Victor Salva - Chris Sanders - Terry Sanders - Alfred Santell - Joseph Santley - Tom Savini - John Sayles - Franklin Schaffner - Rob Schmidt - Julian Schnabel - Paul Schrader - Joel Schumacher - Martin Scorsese - Campbell Scott - Wilbur Scott - George Seaton - Mack Sennett - Christopher Seufert - Maxwell Shane - Scott Shaw - Ron Shelton - Bill Sherwood - George Sidney - Marcos Siega - Don Siegel - Bryan Singer - John Singleton - Jack Smight - Bruce W. Smith - Charles Martin Smith - Kevin Smith - Zack Snyder - Steven Soderbergh - Courtney Solomon - Todd Solondz - Barry Sonnenfeld - Steven Spielberg - Morgan Spurlock - John M. Stahl - Sylvester Stallone - Ray Dennis Steckler - Josef von Sternberg - George Stevens - Leslie Stevens - Robert Stevenson (regizor) - Douglas Day Stewart - Ben Stiller - Whit Stillman - John Stockwell (actor) - Charles Stone III. - Oliver Stone - Tim Story (regizor) - Adario Strange - Barbra Streisand - Erich von Stroheim - John Sturges - Preston Sturges - James Szalapski -

## T
Quentin Tarantino - Frank Tashlin - Norman Taurog - William Desmond Taylor - Julie Taymor - Michael Toshiyuki Uno - Tiffani Thiessen - Betty Thomas - Billy Bob Thornton - Richard Thorpe - George Tillman mlajši - Stacy Title - James Toback - Rip Torn - Robert Townsend - Gary Trousdale - Douglas Trumbull - Phil Tucker - Florence Turner - Frank Tuttle - 

## V
Woody Van Dyke - Tim Van Patten - Mario Van Peebles - Melvin Van Peebles - Gus Van Sant - Gore Verbinski - King Vidor - Robert G. Vignola - Bernard Vorhaus - Slavko Vorkapich - 

## W
Chris Walas - Bill Walsh (producător de film) - Raoul Walsh - Denzel Washington - John Waters (regizor) - John S. Waters - Keenen Ivory Wayans - Marlon Wayans - Jack Webb - Paul Weitz (regizor) - Chris Weitz - Orson Welles - William A. Wellman - Roland West - Joss Whedon - Forest Whitaker - Billy Wilder - Hype Williams - Kevin Williamson - Kurt Wimmer - Irwin Winkler - Robert Wise - Len Wiseman - Doris Wishman - Alexander Witt - George W. Hill - George C. Wolfe - John Woo - Edward D. Wood mlajši - Sam Wood - Bille Woodruff - William Wyler -

## Y
Kevin Yagher - Boaz Yakin - Ben Younger - Brian Yuzna - 

## Z
Steven Zaillian - Joe Zaso - Nick Zedd - Robert Zemeckis - Lee David Zlotoff - David Zucker - Jerry Zucker - Edward Zwick - Terry Zwigoff - 